# Люша (Приморская Шаранта)
Люша́ (фр. Luchat) — коммуна во Франции, находится в регионе Пуату — Шаранта. Департамент коммуны — Приморская Шаранта. Входит в состав кантона Сожон. Округ коммуны — Сент.
Код INSEE коммуны — 17214.

## Население
Население коммуны на 2010 год составляло 434 человека.
| 1962 | 1968 | 1975 | 1982 | 1990 | 1999 | 2010 |
| ---- | ---- | ---- | ---- | ---- | ---- | ---- |
| 169  | 194  | 176  | 190  | 214  | 236  | 434  |